# San Ciriaco alle Terme Diocleziane
San Ciriaco alle Terme Diocleziane (latin: Sancti Cyriaci in Thermis) var en kyrkobyggnad och titelkyrka i Rom, helgad åt den helige Cyriacus av Rom. Kyrkan var belägen i Rione Monti (numera i Rione Castro Pretorio), vid dagens Via Cernaia / Via Pastrengo. Tillnamnet "alle Terme Diocleziane" indikerar att kyrkan var belägen vid Diocletianus termer.

## Kyrkans historia
Kyrkan omnämns för första gången i ett dokument från år 499. Den nämns även flera gånger i Liber Pontificalis. År 499 instiftades kyrkan som titelkyrka. Bland kardinalprästerna återfinns Pietro Bembo, Girolamo Aleandro och Pedro de Deza. Titelvärdigheten upphävdes år 1587 och överflyttades till Santi Quirico e Giulitta. Den förfallna San Ciriaco revs under 1600-talet. Vid uppförandet av Ministero delle Finanze påträffades 1873–1874 lämningarna efter San Ciriaco.

## Omnämningar i kyrkoförteckningar
| Katalog                      | År         | Benämning                         |
| ---------------------------- | ---------- | --------------------------------- |
| Catalogo di Cencio Camerario | 1192       | sco. Ciriaco                      |
| Il Catalogo Parigino         | cirka 1230 | s. Cyr. de Thermis                |
| Il Catalogo di Torino        | cirka 1320 | Ecclesia sancti Ciriaci in Termis |
| Il Catalogo del Signorili    | cirka 1425 | sci. Quiriaci in Termis           |